# Altwarper Binnendünen, Neuwarper See und Riether Werder
Altwarper Binnendünen, Neuwarper See und Riether Werder este o arie protejată (arie specială de conservare — SAC, sit de importanță comunitară — SCI) din Germania întinsă pe o suprafață de 1.426 ha, integral pe uscat.

## Localizare
Centrul sitului Altwarper Binnendünen, Neuwarper See und Riether Werder este situat la coordonatele 53°43′11″N 14°15′13″E / 53.7197°N 14.2536°E.

## Înființare
Situl Altwarper Binnendünen, Neuwarper See und Riether Werder a fost declarat sit de importanță comunitară în aprilie 1998 pentru a proteja 8 specii de animale. Situl a fost protejat și ca arie specială de conservare în august 2016.

## Biodiversitate
Situată în ecoregiunea continentală, aria protejată conține 7 habitate naturale: Lagune de coastă, Vegetație psamofilă uscată cu Calluna și Genista, Vegetație psamofilă uscată cu pășuni deschise de Corynephorus și Agrostis, Mlaștini turboase de tranziție și turbării mișcătoare, Mlaștini alcaline, Mlaștini împădurite, Păduri de pin din stepa sarmatică.
La baza desemnării sitului se află mai multe specii protejate:
- mamifere (2): castor (Castor fiber), vidră de râu (Lutra lutra)
- nevertebrate (1): Osmoderma eremita
- pești (5): Alosa fallax, avat (Aspius aspius), zvârluga (Cobitis taenia), Lampetra fluviatilis, țipar (Misgurnus fossilis)